# Solymár
Solymár (vyslovováno [šojmár], německy Schaumar) je velká obec v Maďarsku v župě Pest, spadající pod okres Pilisvörösvár. Nachází se asi 1,8 km jihovýchodně od Pilisvörösváru a 4 km severozápadně od Budapešti. V roce 2015 zde žilo 10 065 obyvatel. Dle údajů z roku 2011 je tvoří 88,1 % Maďaři, 13 % Němci, 0,2 % Rumuni a 0,2 % Slováci. Se svým počtem obyvatel je Solymár největším sídlem v Maďarsku, které nemá status města.
Sousedními obcemi jsou Nagykovácsi, Pilisszentiván a Üröm, sousedními městy Budapešť a Pilisvörösvár.